# David Rokeah
David Rokeah (in ebraico דוד רוקח‎?; Leopoli, 22 luglio 1916 – Duisburg, 29 maggio 1985) è stato un poeta israeliano.

## Biografia
Emigrato in Palestina nel 1934, inizialmente lavorò nella costruzione di strade e nella coltivazione di arance. In seguito si formò come ingegnere elettrico.
Pubblicò la sua prima raccolta di poesie in lingua yiddish, ma poco tempo dopo scrisse esclusivamente in ebraico.
Alcune delle sue opere sono state tradotte in dieci lingue. Alcune poesie di David Rokeah sono state tradotte in tedesco da Paul Celan, che lo ha anche consigliato in campo letterario.
David Rokeah morì durante un tour di lettura a Duisburg.

## Opere
- Be-Gesher Ha-Ye`ud, 1939
- Yamim Ashenim, 1941
- Moadei Ergah, 1954
- Arar Alei Shaham, 1958
- Kano Shel Yam, 1963
- Mi-Kayitz El Kayitz, 1964
- Shahar La-Helech, 1965
- Einayim La-Sela, 1967
- Ve-Lo Ba Yom Aher, 1969
- Ir She-Zmanah Kayitz, 1975
- Tohen Avanim, 1981
- Gevulot Ha-Ergah, 1988
- Poesie. Hebräisch-deutsch. Nachwort Hans Magnus Enzensberger. Übersetzung von Paul Celan, Werner Bukofzer u. a. Frankfurt a. M.: Suhrkamp, 1962
- Du hörst es immer. Übersetzung von Henriette Beese, Erich Fried u. a., München: Hanser 1985